# Urloffen
Urloffen ist ein Ortsteil der Gemeinde Appenweier im Ortenaukreis in Baden-Württemberg. Zu Urloffen gehört neben dem Dorf Urloffen auch der Weiler Zimmern, welcher baulich mit Urloffen verbunden ist.

## Geographie
Urloffen liegt rund zwei Kilometer nördlich von Appenweier in der Oberrheinebene. Die Gemarkung ist 18,29 km² groß. In Urloffen liegen die abgegangenen Ortschaften Rüchelheim und Wisungen. Urloffen ist baulich durch die Rheintalbahn geteilt. Durch Urloffen fließt der Stangenbach, welcher später die Glimmen aufnimmt und in den Holchenbach mündet.

### Nachbargemeinde
Die Gemarkung Urloffen grenzt im Norden an Rheinbischofsheim und Renchen, im Osten an Erlach und Zusenhofen, im Süden an Appenweier und im Westen an Bodersweier.

## Geschichte
Urloffen wurde im Jahre 1150 als Urlufheim zum ersten Mal urkundlich erwähnt. 1417 wurde mit dem Bau des Gotteshauses in Zimmern begonnen. 1632 wurde das Dorf von Schwedischen Truppen gebrandschatzt. 1692 wird während des Pfälzischen Erbfolgekrieges die St. Martin-Kirche zerstört. Von 1810 bis 1819 gehörte Urloffen zur Verwaltungseinheit des Bezirksamtes Appenweier, wechselte dann zum Bezirksamt Offenburg und am 1. Oktober 1936 zum Bezirksamt Kehl. Danach gehörte Urloffen zum Landkreis Kehl. 1885 wird die neue St. Martinskirche gebaut. Im Ersten Weltkrieg fallen 84 Personen aus Urloffen. Während des Zweiten Weltkrieges sterben 131 Soldaten und 11 Zivilisten aus Urloffen, 43 gelten als vermisst. Am 1. Januar 1975 wurde die Gemeinde gegen großen Widerstand ihrer Einwohner nach Appenweier eingemeindet. Bereits zwei Jahre zuvor, am 1. Januar 1973, gelangte Urloffen vom Landkreis Kehl in den neugebildeten Ortenaukreis. 1980 wurden bei Bauarbeiten ein Gräberfeld einer einstmaligen merowingerzeitlichen Siedlung gefunden und so belegt werden, dass schon im 7. Jahrhundert auf dem Gebiet des heutigen Urloffen eine fränkische Siedlung existierte.

## Demographie
Einwohnerzahlen nach dem jeweiligen Gebietsstand.
| Jahr | Einwohnerzahl |
| ---- | ------------- |
| 1666 | 300           |
| 1692 | 332           |
| 1814 | 1.646         |
| 1834 | 2.178         |
| 1864 | 2.172         |
| 1913 | 2.615         |
| 1961 | 3.146         |
| 1970 | 3.249         |
| 2011 | 4.184         |
| 2021 | 4.479         |

## Kultur und Sehenswürdigkeiten

### Religionen
Seit der Dekanatsreform am 1. Januar 2008 gehört Urloffen und die St. Martin-Kirche zum Dekanat Offenburg-Kinzigtal und gehört zudem zur Seelsorgeeinheit Appenweier-Durbach.

### Sehenswürdigkeiten
- St. Martin-Kirche

Sehenswert ist die klassizistische Sankt Martinskirche, entworfen und ausgeführt von Hans Voß im Weinbrenner-Stil. Sie zeigt ein spätes Beispiel des für Baden typischen Klassizismus. Monumental stößt der Kirchturm aus der Vorderseite des Kirchenschiffes in die Höhe. Durchaus untypisch für den Weinbrenner-Stil ist ein gewisser Schmuckreichtum für die Fassaden des Langhauses. Der Baldachin über dem Hochaltar aus dem Jahr 1915 wurde von den Gebrüdern Moroder geschaffen. Die Urloffener Kirche zählt zu den schönsten Kirchen im Stil des Klassizismus in Baden.

### Regelmäßige Veranstaltungen
Quelle: Zimmeria Hornussia
- Am Freitag vor oder nach dem 11.11. findet die Fasnachtseröffnung des Narrenvereins im Narrenkeller statt
- Brauchtumsabend der Narrengruppe
- Befreiung der Kindergarten- und Schulkinder und Hemdklunkerumzug mit Rathausstürmung am Schmutzigen Donnerstag
- Fasnachtsbeerdigung im Narrenkeller am Fasnachtsdenstag

### Vereinsleben

#### Narrenverein Urloffen 1960 Zimmeria Hornussia
Schon 1926 gab es in Urloffen Fasnachtsumzüge durch das Dorf. Ein organisierte Narrenclub wurde jedoch erst im Jahre 1959 in Zimmern im Gasthaus Linde gegründet. 1960 entstand schließlich der Verein „Zimmeria Hornussia“, welche damals nur als einem Prinzenpaar, der Prinzengarde und einem Elferrat bestand. Die Häsgruppe der „Hornusser“ kam erst später hinzu. 1970 wurde der Verein ins Vereinsregister eingetragen. Da man sich mehr und mehr auf den Ursprung der schwäbisch-alemannischen Fasent besinnen wollte, wurde das Prinzenpaar aufgegeben und aus dem Elferrat wurde der Zunftrat, nur die Prinzengarde erinnert noch an die karnevalesken Attribute der Zunft. 1982 trat der Verein dem Ortenauer Narrenbund bei. 2005 bekam die Garde neue Uniformen und wurde zur „Phönixgarde“. Kurz danach wurde die Garde wegen zu wenigen Mitgliedern aufgelöst und erst 2007/2008 als „Merowingergarde“ wieder zum Leben erweckt. 2023 schlossen sich die Garden der Zimmeria Hornussia und der Narrenzunft Appenweier zusammen.
Die Häsgruppe der „Hornusser“ geht auf die Legende eines Nachbarschaftsstreit mit Appenweier im 15. Jahrhundert zurück. Ein verhasster Bauer aus Appenweier führte sein Vieh regelmäßig nach Urloffen zum Weiden und das wollten die Urloffer sich nicht gefallen lassen und man attackierte ihn mit Knüppeln. Als der Bauer erneut mit seinem Vieh nach Urloffen kam, diesmal mit umgeschnallten Sandsäcken um die Wucht der Schläge zu dämpfen, wurde er erneut attackiert. Als die Urloffener merkten, dass ihre Schläge wirkungslos blieben, holte einer einen Bienenkorb herbei, in dem sich ein Schwarm Hornissen befand, mit welchem man den Bauern in die Flucht schlagen konnte. Dazu gibt es heute noch die Figuren Meerrettichwieble und -männle, die auf die Meerrettichverkäufer aus Urloffen und die Meerrettich-Tradition in Urloffen hinweisen. Die Meerrettichwieble und -männle tragen im Gegensatz zu den Hornussern keine Masken. Das Kostüm ist eine Anlehnung an die damalige Arbeitskleidung.

### Sport

#### Skaterszene
In Urloffen hat sich seit den 1990er Jahren eine Skater-Szene etabliert, die ihren zentralen Treffpunkt am Skaterplatz an der Gewerbestraße in Urloffen hat. Hauptbeschäftigung ist das Skaten mit dem Skateboard, wobei in der Szene auch Inlineskater und BMX-Fahrer aktiv sind. Die Gemeinde Appenweier investierte 2012 und 2013 in neue Rampen aus Beton und die Erweiterung der Anlage um eine Miniramp. Neben der Erweiterung des Einzugsgebiets der Skateanlage auf die Region um Bühl, Offenburg, Achern und Oberkirch erhöhte dies die Vielfältigkeit der Skate-Möglichkeiten und die personelle Aufnahmefähigkeit der Anlage.

#### Golf
In Urloffen gibt es einen Golfplatz. Auf diesem gibt ein Pilotprojekt zum Artenzuwachs.

#### Ringen
Der ASV Urloffen ringt in der DRB-Bundesliga. Martin Knosp gewann bei den Olympischen Spielen 1984 Silber im Freistilringen. 2021 wurde der ASV Urloffen mit dem Grünen Band für vorbildliche Talentförderung im Verein von der Commerzbank AG und dem Deutschen Olympischen Sportbund ausgezeichnet.

## Wirtschaft und Infrastruktur

### Wirtschaft
Früher wurden in Urloffen Hanf und Tabak angebaut.
Die Firma Klocke Pharma-Service, die zur Klocke-Gruppe gehört, mit Sitz in Urloffen, ist mit über 300 Mitarbeitern der zweitgrößte Arbeitgeber in der Gemeinde Appenweier. Die Unternehmen der Gruppe sind spezialisiert auf die Auftragsherstellung und Verpackung von Arzneimitteln, Impfstoffen und kosmetischen Produkten.
In Urloffen gibt es mehrere Meerrettich anbauende und verarbeitende Betriebe und Urloffen gilt als Meerrettichdorf. Der ehemalige Plattenspielerhersteller Dual betrieb in Urloffen ein Werk, das von 1971 bis 1980 produzierte.

### Verkehr
Urloffen liegt direkt neben der Autobahn 5. Durch Urloffen führt die Bundesstraße 3 und die Landesstraße 95. Durch Urloffen fahren Busse von Südwestbus von und nach Offenburg und Bühl.

### Bildung
In Urloffen gibt es eine Grundschule und zwei Kindergärten.

## Persönlichkeiten

### Söhne und Töchter von Urloffen
- Georg Fidel Stigler (1798–1874), Verwaltungsbeamter

### Weitere Persönlichkeiten
- Friedrich Weinbrenner (1766–1826), Architekt, Architekt der St. Martin-Kirche
- Otto Meckler (1892–1944), römisch-katholischer Geistlicher, ehemaliger Priester in Urloffen
- Martin Knosp (* 1959), Freistilringer und Weltmeister, lebt in Urloffen
- Sandra Klösel (* 1979), Tennisspielerin, lebt in Urloffen